# Przygoda (gry fabularne)
Przygoda – spisany zbiór elementów takich jak scenariusz, postacie czy opisy lokalizacji, używany przez mistrza gry jako pomoc w prowadzeniu sesji w grach fabularnych. Jest opublikowany w formie dodatku lub też w innej postaci. Każda przygoda jest tworzona do konkretnego gatunku gry (np. fantasy, horror, science-fiction), systemu lub też świata. Doświadczeni mistrzowie gry potrafią jednak konwertować przygody stworzone do jednego systemu, tak by były one użyteczne w innym (niektóre przygody są specjalnie tworzone tak, by było je łatwo przenosić do innych systemów).
Najczęściej przygoda posiada jakiś główny cel, który powinien zostać zrealizowany przez drużynę złożoną z postaci graczy w trakcie trwania przygody oraz podpowiedzi, jakie elementy będą niezbędne by ów cel osiągnąć. Przygoda dzieli się najczęściej na rozdziały bądź też sceny, które mogą po sobie następować po kolei (mówimy wtedy o scenariuszu liniowym) bądź też zależnie od konkretnych wyborów graczy. Każda ze scen zawiera opis części scenariusza, lokalizacji, w której ma miejsce akcja, bohaterów niezależnych, potworów i innych elementów, które mogą napotkać postacie graczy. Przygoda posiada także bardzo często mapy – mogą one być użyte przez mistrza gry do dokładniejszego pokazania graczom gdzie znajdują się ich bohaterowie lub też zaznaczenia interesujących i ważnych dla przygody miejsc.
Przygody w stylu „dungeon crawl” charakterystyczne dla systemów nastawionych na akcję (takich jak choćby Dungeons & Dragons) mogą zawierać dużo scen zawierających walkę a niewiele takich, w których postacie graczy rozmawiają z bohaterami niezależnymi. Przygody w stylu „storytelling” (charakterystyczne np. dla Świata Mroku) mogą wyglądać odwrotnie – bardzo dużo interakcji między postaciami i brak scen z walką. Tak zwane przygody liniowe pozwalają graczom tylko na pewien określony wpływ na wydarzenia, do których dojdzie na sesji, natomiast przygody nieliniowe umożliwiają znacznie więcej – praktycznie to gracze „piszą” scenariusz takiej przygody robiąc to, na co tylko przyjdzie im ochota.
Ważnym składnikiem przygód (najczęściej tych wydanych oficjalnie) są umieszczane w ramkach, gotowe i barwne opisy, które mistrz gry może na głos przeczytać graczom w czasie sesji. Celem istnienia tych części tekstu jest dodanie przygodzie koloru, stworzenie ciekawej atmosfery (takiej jak na przykład strach bądź radość) oraz danie graczom wskazówek co do ich możliwego dalszego postępowania. Opisy takie pojawiają się najczęściej przy najważniejszych elementach danej przygody takich jak krytyczni dla scenariusza bohaterowie niezależni, miejsca, które postacie graczy muszą odwiedzić itp. Także informacje, które gracze powinni otrzymać na początku przygody od mistrza gry (swoiste „intro” używając terminologii z gier komputerowych) są często przedstawiane w taki właśnie sposób.
Istnieje szereg kategorii, na które można podzielić przygody w grach fabularnych:
- Kampania to długa przygoda bądź też seria przygód, która jest rozgrywana w czasie kilku sesji. Najczęściej „skala” wydarzeń w kampanii jest znacznie większa niż ta ze zwykłych przygód. Kampania zwykle posiada jakiś element, który spaja jej kolejne epizody – może to być główny przeciwnik bohaterów, wielka zaraza bądź też bohaterska wyprawa.
- Scenariusz (zwany też modułem) jest krótszy niż kampania i najczęściej zawężony do jakiejś geograficznej lokalizacji takiej jak miasto bądź las. Ma prostszą fabułę, która może zamknąć się w kilku sesjach. Kilka połączonych ze sobą w pewien sposób scenariuszy może przeistoczyć się za sprawą mistrza gry w kampanię.
- Jednostrzałówka to przygoda stworzona na potrzeby wyłącznie jednej sesji. Scenariusz takiej przygody opiera się najczęściej na konflikcie bohaterów graczy z małą grupą przeciwników lub na rozwiązaniu jakiegoś trudnego lub niebezpiecznego problemu. Jednostrzałówki są najczęściej używane by przedstawić graczom nowy świat bądź system (np. na konwencie) lub też w sytuacji, gdy część graczy nie może się danego wieczoru pojawić na sesji. W jednostrzałówkach często gracze wcielają się w postacie przygotowane wcześniej przez mistrza gry by skrócić czas potrzebny na rozpoczęcie rozgrywki.

Mimo iż istnieje bardzo wiele oficjalnie wydanych przygód (często są one przez wydawców nazywane modułami) dla różnych światów bądź systemów, mistrzowie gry często sami lubią tworzyć swoje własne przygody, mimo iż wymaga to pewnego nakładu pracy oraz wyobraźni.
Różne gry fabularnie różnie określają przygody stworzone specjalnie na ich potrzeby. Przykładowo White Wolf Game Studio nazywa wydawane przez siebie przygody „kronikami” natomiast przygody tworzone na potrzeby systemu Dungeons & Dragons nazywane są „modułami” bądź „scenariuszami”. Warto zaznaczyć, że terminy „moduł”, „scenariusz” i „kampania” przeszły do gier fabularnych z gier bitewnych – gry fabularne wyewoluowały z gier bitewnych, „zabierając” ze sobą część charakterystycznego dla bitewniaków słownictwa. Niektóre gry używają też na określenie przygody terminu „epizod”.